# Defekt Schottky’ego

Defekt Schottky’ego w sieci NaCl
(dwie luki – kationowa i anionowa)

Defekt Schottky’ego – rodzaj wakansu (luki), punktowy defekt sieci krystalicznej, powstający w wyniku opuszczenia węzłów sieci przez atomy lub jony, które dyfundują przez przestrzeń międzywęzłową na powierzchnię, gdzie jest dobudowywana zewnętrzna warstwa kryształu. W kryształach jonowych zwykle powstaje dwuwakans (biwakans) – dwie sprzężone luki (kationowa i anionowa), które zbliżają się do siebie dzięki oddziaływaniom elektrostatycznym tworząc przestrzeń zdefektowaną o zerowym ładunku elektrycznym.
Defekt został nazwany na cześć Waltera Schottkiego.
Przykładowo, równanie tworzenia pojedynczego defektu Schottky’ego w notacji Krögera-Vinka w krysztale NaCl jest następujące:
∅ ⇌ v′Na + v•Cl